# 큐 (런던)

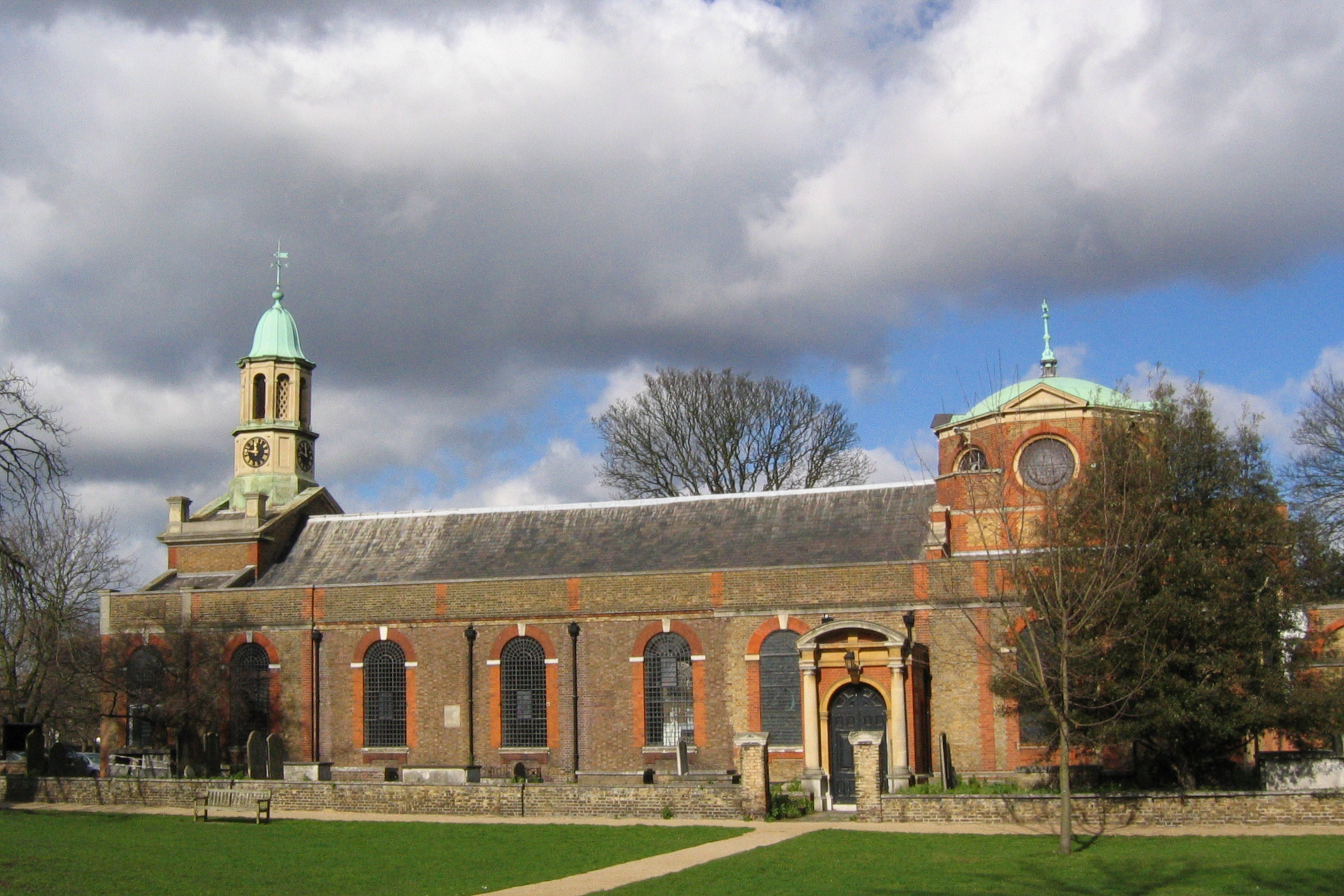

큐(Kew)는 런던의 남서쪽 리치먼드어폰탬스런던 특별구에 속하는 지역이다. 큐 식물원, 큐 궁전 등이 위치하고 있다.

## 같이 보기
- 큐 왕립식물원